# Trofoblasto

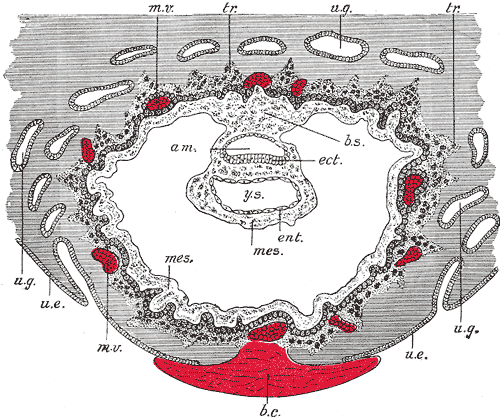
tr.: trofoblasto.

O trofoblasto (do grego threphein: alimentar) é a camada mais externa do blastocisto.  É considerado o primeiro dos anexos embrionários. Libera um hormônio, a gonadotrofina coriônica humana que mantém os níveis de progesterona, sustentando assim a gravidez. Fornecem nutrientes ao embrião e desenvolvem-se em grande parte da placenta. Formam-se durante o primeiro estágio da gravidez e são as primeiras células a se diferenciar do óvulo fertilizado para se tornarem estruturas extraembrionárias que não contribuem diretamente para o embrião. Após a blastulação, o trofoblasto é contíguo ao ectoderma do embrião e é denominado trofectoderma.
O trofoblasto é formado por duas camadas de células: o sinciciotrofoblasto e o citotrofoblasto. O citotrofoblasto constitui a camada mais interna de células (mononucleadas). Dele se deriva o sinciciotrofoblasto (camada mais externa de células), através da perda das membranas intercelulares. 
O sinciciotrofoblasto forma então um infiltrado de células no endométrio. Aos poucos, lacunas se formam e essas são preenchidas com fluidos e secreções uterinas. Com o crescimento dessas lacunas e o crescimento do sinciciotrofoblasto para dentro da parede uterina, capilares do endométrio são atingidos, e sangue materno passa a preencher esses espaços.  Por volta da segunda semana, é estabelecida então, uma circulação uteroplacentária primitiva. Durante esse tempo, o citotrofoblasto forma colunas celulares que penetram e são cercadas pelo sinciciotrofoblasto. Essas colunas são denominadas vilosidades primárias.
Na terceira semana, o desenvolvimento do trofoblasto continua com a formação das vilosidades secundárias. Essas se formam com a penetração de células mesodérmicas no centro das vilosidades primárias. Ao final dessa semana, as células mesodérmicas começam a se diferenciar em células sanguíneas, passando a vasos sanguíneos, que formam o sistema capilar da vilosidade. A partir desse momento, as vilosidades são denominadas terciárias ou definitivas.  Com o contato entre os capilares vilosos e os da placa coriônica e do pedúnculo embrionário, o sistema está pronto para formecer nutrientes e oxigênio ao embrião.
A partir do quarto mês, as células do citotrofoblasto e algumas do tecido conjuntivo desaparecem. O sinciciotrofoblasto e a parede endotelial se tornam então, as únicas camadas separando as circulações materna e fetal.